# Clover Maitland
Clover Maitland (Maryborough, 14 marzo 1972) è un'ex hockeista su prato australiana, di ruolo portiere.
Ha fatto parte della nazionale australiana dal 1995 al 2001 ed in sei stagioni ha conquistato due ori olimpici, ad Atlanta 1996 e Sydney 2000, il campionato del mondo di Utrecht 1998, e tre primi posti ed un terzo posto all'Hockey Champions Trophy.

## Palmarès
- Oro olimpico: 2
Atlanta 1996
Sydney 2000
- Campionato mondiale di hockey su prato femminile: 1
Australia: 1998